# دم‌چلچله‌ای آنتیگوا
دم‌چلچله‌ای آنتیگوا (نام علمی: Battus polydamas antiquus) گونه‌ای از پروانه‌ است که در تیره  پروانه‌های دم‌چلچله‌ای قرار دارد. این گونه منقرض شده‌است.